# Penobscot River
Der Penobscot River ist ein Fluss im US-Bundesstaat Maine.
Er entsteht am Zusammenfluss seiner beiden Quellflüsse East Branch und West Branch Penobscot River.

Der Fluss ist ab der Stadt Bangor, etwa 90 km vor der Mündung in den Atlantischen Ozean in der Penobscot Bay, schiffbar. Nördlich von Old Town zweigt der 18,5 km lange Seitenarm Stillwater River rechts ab und vereinigt sich mit dem Penobscot River wieder bei Orono.
Ein Indianerreservat, die Penobscot Indian Island Reservation, ist seit 1871 auf einigen großen Flussinseln nahe Old Town eingerichtet. Die dort ansässigen Penobscot sind auch die Namensgeber des Flusses: der Name bedeutet so viel wie „Felsiger Ort“ oder „Der Ort des abfallenden Riffs“ und bezieht sich wahrscheinlich auf die Wildwasser und Wasserfälle zwischen Old Town und Bangor, in deren Nähe der Stamm vermutlich ursprünglich ansässig war.

## Geschichte
Der erste bekannt gewordene europäische Entdecker, der den Fluss 1603 befuhr, war Martin Pring, ein englischer Navigator. Bereits ein Jahr später folgte der französische Entdecker Samuel de Champlain.
Das waldreiche Gebiet wurde rasch vom benachbarten Massachusetts aus von Weißen besiedelt. Die erste Sägemühle wurde 1634 an den Ufern des Flusses errichtet; Tausende weitere folgten in den nächsten Jahren. Um 1680 war das Gebiet für den Export von Holz- und Agrarprodukten nach Europa, Afrika und den Westindischen Inseln bekannt. Nach Ende der Kriege zwischen Frankreich und England im Jahr 1757 kam es zu einem kräftigen Anstieg der Siedlerzahlen im Einzugsgebiet des Flusses.
Etwa ab 1770 wurde der Fluss auch als Transportmittel für die gefällten Baumstämme genutzt: Gefällte Bäume wurden in den Flusslauf geworfen und dann bei Bangor, dem am weitesten im Landesinnern liegenden Hafen, aus dem Wasser gesammelt und verschifft. Auch andere Orte, besonders Orrington und Hampden, profitierten von dieser Anlieferung, indem sie Sägewerke bauten und die Baumstämme weiterverarbeiteten. So wurden aus temporär besiedelten Plätzen feste Ortschaften. Da sich zu dieser Zeit die Städte und die Industrie der USA gewaltig ausweiteten und zudem die Eisenbahnbauten große Mengen Holz für Schwellen, Brückenbauten und Betrieb (es wurde nur selten teure Kohle verfeuert) gebraucht wurden, waren die Einschlaggebiete Maines, besonders aber am Penobscot River, zu wichtigen Grundlagen der amerikanischen Wirtschaft geworden.
Um 1850 galt der Flusshafen Bangor als der größte Holzexporthafen der Welt. Weiter flussabwärts entstanden eine Reihe von Schiffswerften, um den großen Bedarf an Transportschiffen zu decken. Zu diesem Zeitpunkt waren die Haupteinschlagsgebiete bis in den Quellbereich des Flusses gewandert. Das Holz wurde inzwischen hauptsächlich im eigenen Land gebraucht; so wurden im Jahre 1863 im Hafen Bangor allein 1.626 Schiffe zu Zielen innerhalb der USA abgefertigt und nur noch 190 nach Exporthäfen. Auf dem Gipfel dieser Entwicklung im Jahr 1872, wurden 2.774 Schiffe nach US-Häfen abgefertigt.
Um die Jahrhundertwende änderten sich die Anforderungen an die Holzprodukte. Grobe Verarbeitungen wie Bretter, Grubenhölzer oder Schwellen, wurden immer weniger gebraucht; stattdessen stieg der Papierbedarf der USA, besonders für Zeitungen, rapide an. An den Flussufern entstand eine große Zahl von Papiermühlen, die nicht nur sehr viel Wasser und Holz brauchten, sondern auch Energie. So wurden zusätzlich große Wasserkraftwerke erbaut, die das natürliche Gefälle des Stromes nutzten. Die Städte Brewer, Lincoln, Howland, Orono, Millinocket und Great Works profitierten von dieser Entwicklung am meisten, denn hier wurden die größten Papiermühlen errichtet.
Die starke Industrialisierung führte aber rasch zu einer massiven Verschmutzung des Flusses, besonders im Bereich zwischen Bangor und der Mündung. Es hieß, der Penobscot River sei „zu schmutzig, um sich darin zu waschen, aber zu flüssig, um darauf zu gehen“. Erst ab den 1950er Jahren wurde durch die Entwicklung von Recyclingverfahren das Flusswasser allmählich wieder klarer. Doch erst seit 2004 wird der Fluss systematisch in einen natürlichen Zustand zurückgeführt.
Heutzutage wird der Fluss, besonders in den Oberläufen, auch zu touristischen Zwecken genutzt. Dazu gehören besonders das Lachsfischen sowie Kanu- und Raftingtouren in den Stromschnellen. Der Holzeinschlag ist inzwischen deutlich zurückgegangen und wird zudem durch systematische Wiederaufforstungen ausgeglichen.

## Umwelt
Der Penobscot River ist, zusammen mit dem Connecticut River, die wichtigste Laichregion des Atlantischen Lachs in Nordamerika. Da der Penobscot River im Laufe seiner Industrialisierung sehr stark durch Dämme und Kraftwerke verbaut wurde und so die Lachse ihre Laichplätze nicht erreichen konnten, war der Atlantische Lachs in dieser Region selten geworden. Seit Anfang der 1990er Jahre wurden aber mehrere überflüssige Dämme (Great Works Dam, Veazie Dam) abgerissen und an den verbliebenen Dämmen Fischtreppen eingerichtet, so dass die Fische wieder leicht die Oberläufe des Flusses erreichen können. Seither ist die Population stark angestiegen. Lachsangeln gehört inzwischen zu den wichtigen Attraktionen des Flussgebiets.
Ein weiterer wichtiger Fisch der Gewässer ist der Wolfs- oder Streifenbarsch (Morone saxatilis). Auch er hat im Penobscot River wichtige Laich- und Lebensgebiete und ist, wie der Lachs, bei Anglern sehr beliebt. Der Wolfsbarsch verträgt die verschmutzten Gewässern im Unterlauf des Penobscot Rivers besser als der Lachs und ist dementsprechend häufiger zu finden.

## Wasserkraftanlagen
Am Flusslauf des Penobscot River und dem Seitenarm Stillwater River befinden sich mehrere Wasserkraftwerke. Weitere Wasserkraftwerke befinden sich entlang dem Quellfluss West Branch Penobscot River.
Die Wasserkraftanlagen in Abstromrichtung:
| Name         | Leistung in MW | Anzahl Turbinen | Lage | Betreiber            |
| ------------ | -------------- | --------------- | ---- | -------------------- |
| Weldon Dam   | 18             | 4               | (⊙)  | Brookfield Renewable |
| West Enfield | 13             | 2               | (⊙)  | Penobscot Hydro      |
| Milford      | 6,4            | 4               | (⊙)  | Penobscot Hydro      |
| Stillwater   | 1,95           | 4               | (⊙)  | Penobscot Hydro      |
| Orono        | 2,78           | 4               | (⊙)  | Penobscot Hydro      |

Die Staudämme an den beiden stillgelegten 8 MW-Wasserkraftwerken Great Works (⊙) und Veazie (⊙) wurden im Rahmen des Penobscot River Restoration-Projekts abgerissen.
Die beiden Wasserkraftwerke Stillwater und Orono am parallel verlaufenden Seitenarm Stillwater River wurden gleichzeitig modernisiert.

## Sehenswürdigkeiten und Bauwerke
- Fort Knox bei Prospect, ein Verteidigungsbau aus der Zeit des amerikanischen Bürgerkriegs (nicht zu verwechseln mit Fort Knox in Kentucky, in dem Goldreserven gelagert werden).

## In den Medien
Am Ende des Films Jagd auf Roter Oktober wird das fiktive Atom-U-Boot "Roter Oktober" im Penobscot River versteckt. Der Fluss sei laut Handlung des Films am Unterlauf breit und tief genug um einem U-Boot dieser Größe Platz zu bieten. Außerdem läge die Gegend weit genug von Basen der US-Navy entfernt, dass kein Spionagesatellit in diesem Gebiet nach der "Roter Oktober" suchen würde.